# Hay-Bunau-Varilla-Vertrag

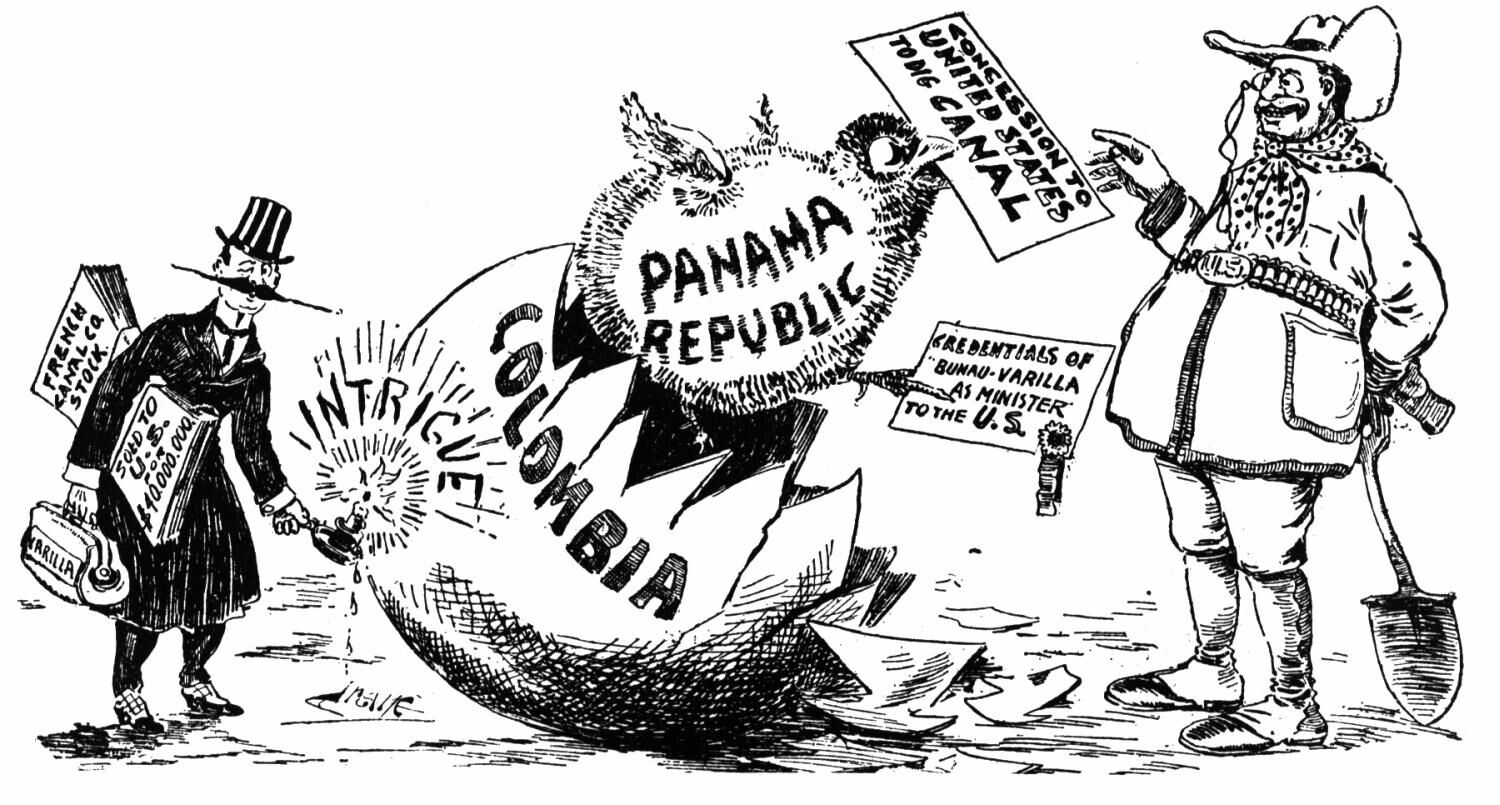
US-Karikatur 1903 zum Hay-Bunau-Varilla-Vertrag

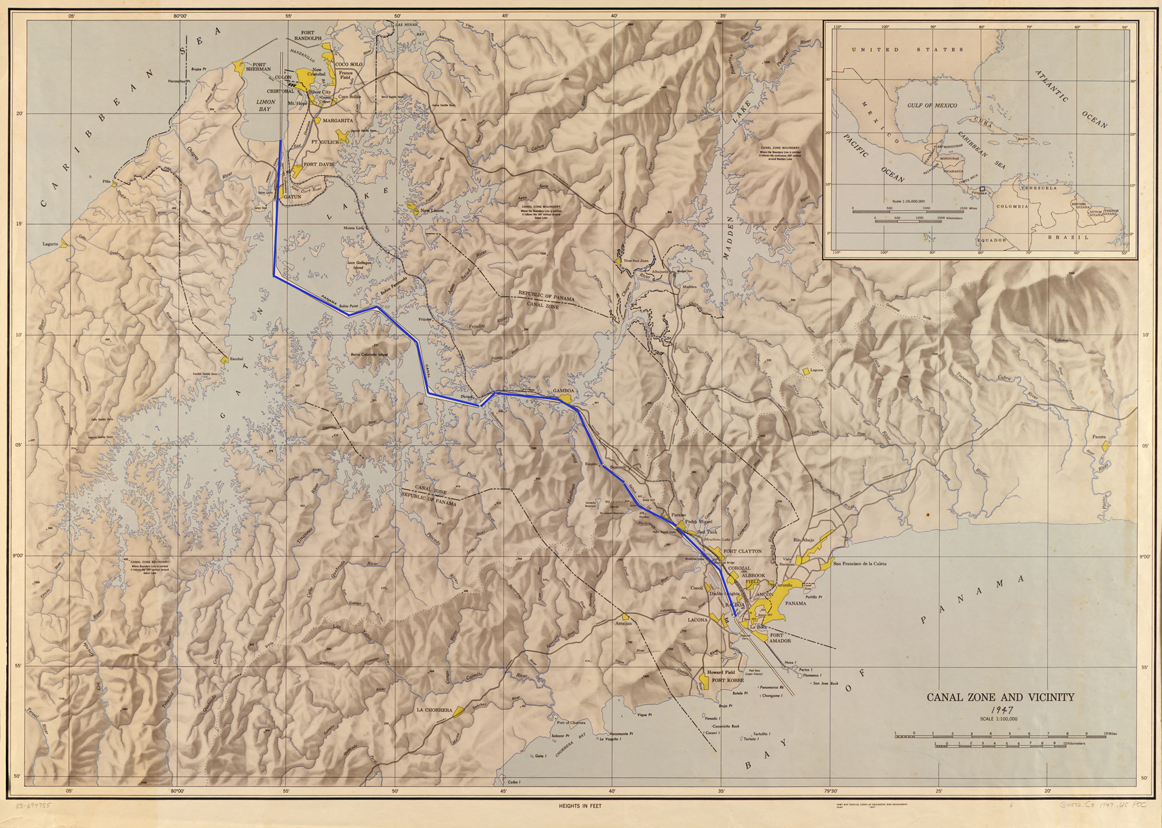
Panamakanal und Umgebung

Der Hay-Bunau-Varilla-Vertrag war ein am 18. November 1903, zwei Wochen nach der Unabhängigkeit Panamas von Kolumbien, in Washington, D.C. unterzeichneter Staatsvertrag. Durch ihn erhielten die Vereinigten Staaten die Besitzrechte am Panamakanal.

## Vorgeschichte
Philippe Bunau-Varilla war Franzose und als außerordentlicher Gesandter Panamas und bevollmächtigter Minister in die US-Hauptstadt und nach New York City gereist, um Bedingungen mit verschiedenen US-Beamten auszuhandeln, deren prominentester Vertreter Außenminister John Hay war. Die zwei Männer verhandelten über die Verkaufsbedingungen für das Kanalbauwerk und über eine Panamakanalzone, die den Kanal umgeben sollte. Kein Panamaer unterzeichnete den Vertrag, obwohl Bunau-Varilla als panamaischer Minister präsent war – jedoch mit französischer Staatsbürgerschaft.
Bunau-Varilla war ursprünglich in den Bau des Panamakanals unter demselben Mann verwickelt, der den Sueskanal errichtete: Ferdinand de Lesseps. Nach Bemühungen de Lesseps, den Panamakanal zu bauen, und dem Zusammenbruch dieser Bemühungen im spektakulären Panamaskandal, wurde Bunau-Varilla ein wichtiger Aktionär der Nachfolgegesellschaft Compagnie Nouvelle du Canal de Panama, die nunmehr sowohl die Konzession hatte als auch über bestimmte Vermögenswerte für den Kanalbau in Panama verfügte. Als Teil der Hay-Bunau-Varilla-Verhandlungen kauften die USA die Anteile und Vermögenswerte der Compagnie Nouvelle du Canal de Panama für 40 Millionen US-Dollar.
Der Hay-Bunau-Varilla-Vertrag wurde auch The Treaty No Panamanian Signed (Vertrag, den kein Panamaer unterzeichnete) genannt, obwohl Panama später den Bedingungen zustimmte, einschließlich des Erhalts dauernder Rechte der Vereinigten Staaten in einer auf beiden Seiten des Seeweges fünf Meilen breiten Kanalzone. Panama sollte für diesen Vertrag nach Ratifikation eine Zahlung von 10 Millionen US-Dollar in Gold (entspricht einem heutigen Gegenwert von etwa 368 Millionen Dollar) und, neun Jahre später beginnend, jährliche Mietzahlungen von 250.000 US-Dollar erhalten.

## Inhalt
Am 26. Februar 1904 wurde nach Abschluss des Ratifikationsverfahrens in beiden Staaten der Vertrag in Washington verkündet. Zu den wichtigsten Vertragspunkten zählten:
- die Neutralität des Panamakanals,
- die Gleichheit für alle Flaggen in der Benutzung, sowohl der amerikanischen wie der anderen,
- die Zahlung der 10 Millionen Dollar an Panama, ursprünglich bestimmt für Kolumbien,
- der Schutz von Panama gegen jeden Angriff.

## Folgen
Der Vertrag war von Anfang an eine Quelle für Konflikte zwischen Panama und den Vereinigten Staaten, die ihren Höhepunkt vom 9. bis 11. Januar 1964 in Tumulten über die US-Hoheit in der Panamakanalzone erreichten. Als eine panamaische Flagge während des Konflikts zwischen panamaischen Studenten und Polizeioffizieren der Kanalzone zerrissen worden war, begann ein breiter Aufruhr über das Recht, die panamaische Flagge neben dem Sternenbanner wehen zu lassen. Einheiten der US-Armee wurden zur Unterdrückung der Gewalttätigkeiten im Flaggenstreit eingeschaltet, nachdem die Polizei der Kanalzone überwältigt worden war. Bei den dreitägigen Kämpfen wurden 23 Panamaer und vier US-Soldaten getötet. Der 9. Januar wurde in Panama deshalb als Día de los Mártires bzw. Martyrs' Day (Tag der Märtyrer) bekannt.

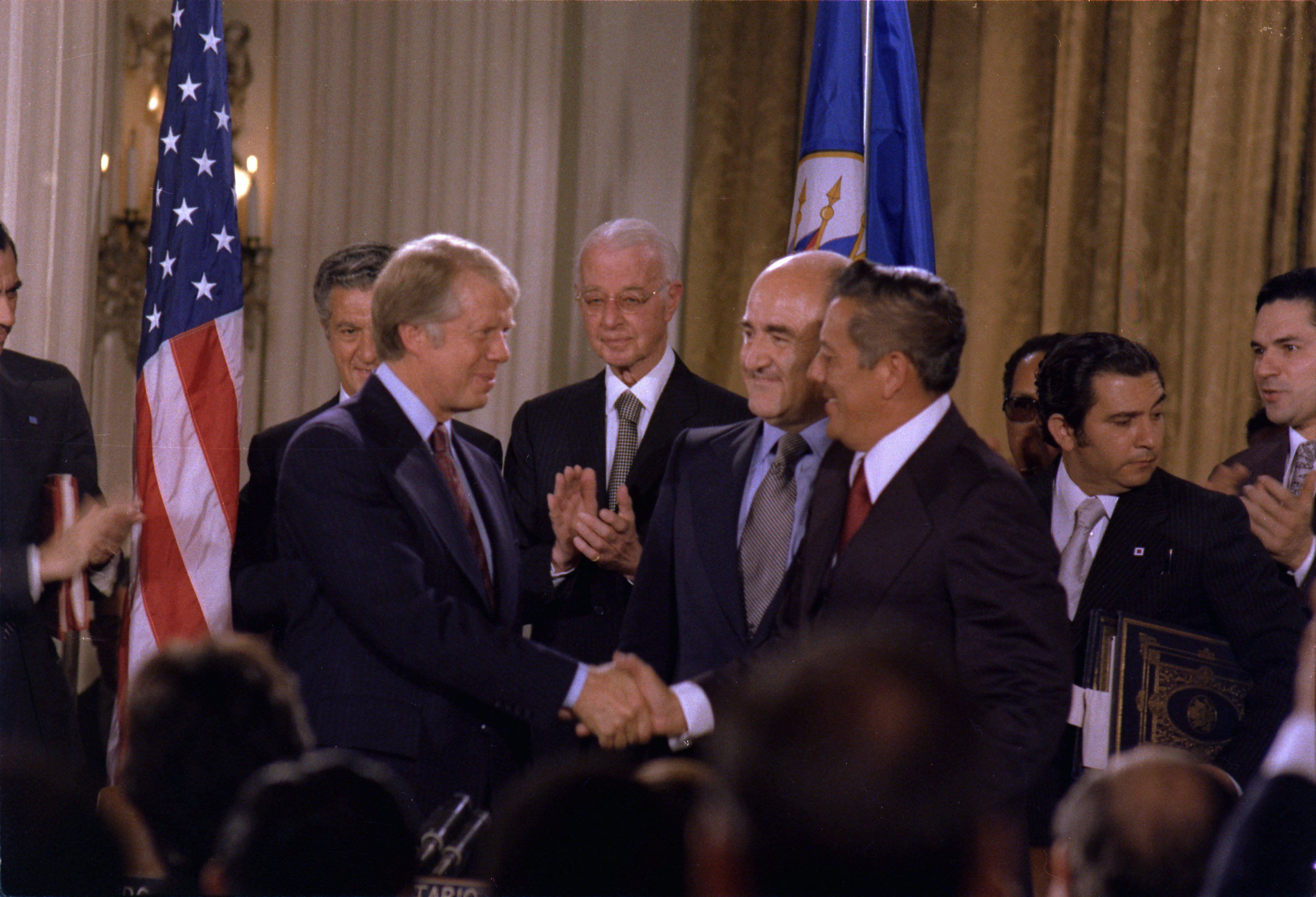
1977: Jimmy Carter gibt Omar Torrijos nach dem Vertragsschluss die Hand

Diese Ereignisse werden als bedeutender Faktor für die US-Entscheidung angesehen, im Jahr 1977 die Torrijos-Carter-Verträge auszuhandeln, die schließlich den Hay-Bunau-Varilla-Vertrag abschafften und den stufenweisen Übergang der Kontrolle über die Kanalzone an Panama und die Übergabe aller Rechte über den Panamakanal am 31. Dezember 1999 gestatteten. Diese Vereinbarung schlossen für den mittelamerikanischen Staat der 1968 durch einen Putsch an die Macht gekommene General Omar Torrijos und als sein Vertragspartner US-Präsident Jimmy Carter.